# Schreiter & Schlag
Schreiter & Schlag war ein thüringisches Architekturbüro mit Sitz in Jena.

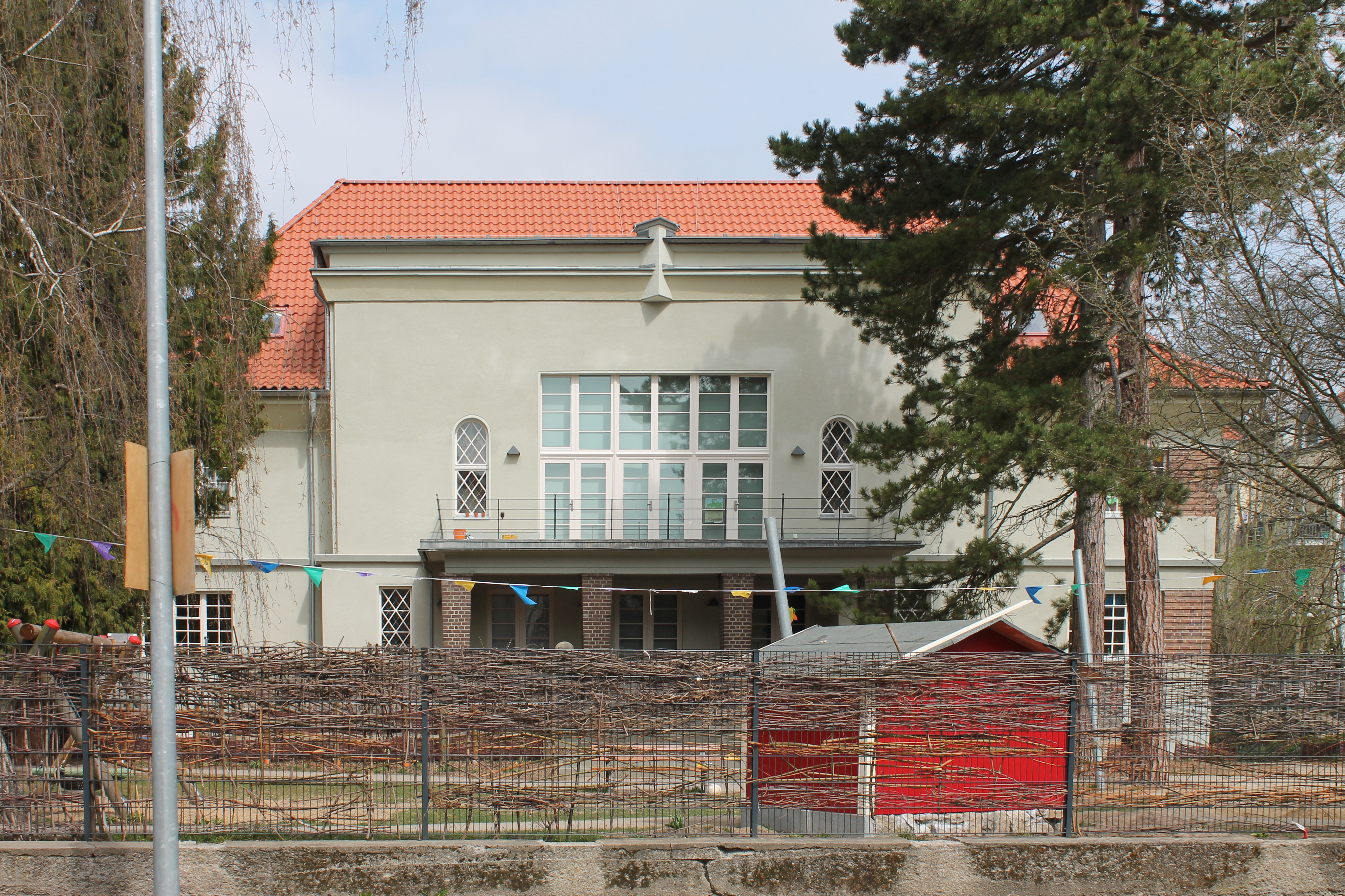
Das 1928 als Verbindungshaus gebaute Haus ist heute Kindergarten

Johannes Schreiter wurde 1872 in Leipzig geboren. Sein Architekturstudium an der Baugewerkenschule Leipzig schloss er 1892 ab und war anschließend in Jena tätig. Von 1899 bis 1907 betrieb er ein Architekturbüro mit dem Weimarer Architekten Max Stark.
Hans Schlag wurde 1890 in Wenigenjena geboren. Nach seinem Architekturstudium in Erfurt, München und Stuttgart nahm er am Ersten Weltkrieg teil.
Ab 1919 waren beide Architekten in Jena in Arbeitsgemeinschaft tätig (Architekturbüro Schreiter & Schlag). Der erfahrenere Schreiter zeichnete für die geschäftlichen Abläufe verantwortlich. Das Anfertigen von Entwürfen übernahm der zeichnerisch begabte Schlag. Sie entwarfen in vierzig Jahren insgesamt mehr als zweihundert öffentliche und private Gebäude. Zu den ersten bekannten Bauten gehörte das Planetarium Jena (1926).
Nachdem der 80-jährige Schreiter in den Ruhestand gegangen war, arbeitete Schlag als selbständiger Architekt in Jena weiter. Schreiter starb 1957 und Schlag 1970, beide in Jena.

## Werke (Auswahl)
- Optikerschule Jena, 1924
- Planetarium Jena, 1926
- Filmtheater Capitol (Jena), 1927
- Verwaltungsgebäude der Uhrenwerke Ruhla, 1929
- Erweiterung der Nedinsco Venlo, 1929/30
- Kinderklinik Jena, 1923 und 1956
- Gemeindezentrum Albert Schweitzer Jena, 1957 (mit  A. Zimmermann)
- Bau 59 Jena, 1965